# Jacques Soufflet
Pour les articles homonymes, voir Soufflet.
Jacques Soufflet, né à Lesbœufs, le 4 octobre 1912 et mort à Neuilly-sur-Seine, le 9 janvier 1990 est un militaire, Compagnon de la Libération, homme politique français gaulliste et ancien ministre.
Officier de l'armée de l'air, il combat au sein des Forces aériennes françaises libres dans le Groupe de chasse Alsace puis dans le Groupe de bombardement Lorraine dont il prend le commandement. Engagé en politique après la guerre, il rejoint le cabinet de Charles de Gaulle et est élu sénateur en 1959 puis vice-président du sénat en 1971. Ami personnel de Jacques Chirac, il en est le ministre des armées lorsque celui-ci devient premier ministre de Valéry Giscard d'Estaing.

## Biographie

### Avant-guerre
Jacques Soufflet naît le 4 octobre à Lesbœufs dans la Somme, de parents agriculteurs. Désireux de se lancer dans une carrière militaire, il entre à l'École spéciale militaire de Saint-Cyr dans la promotion "Joffre" (1930-1932). Après l'école, il est affecté en Afrique-Occidentale française jusqu'en 1939 puis est muté à l'école d'application de l'armée de l'air à Versailles.

### Seconde Guerre mondiale
Promu capitaine, Jacques Soufflet passe toute la période de la drôle de guerre sur l'aérodrome de Saint-Cyr-l'École où il est adjoint du commandant de l'école de pilotage no 101. Déplacé dans le sud-ouest lors de l'avancée des troupes allemandes en juin 1940, il entend l'annonce de l'armistice à la radio. Il décide alors de rejoindre l'Angleterre et s'envole à bord d'un Caudron Simoun dans lequel embarquent également Yves Ezanno et Albert Preziosi. Engagé dans les forces aériennes françaises libres, il rencontre le général de Gaulle le 23 août 1940 au Carlton House Terrace et se voit confier la mission de joindre les aviateurs français basés sur la base de Dakar et les convaincre de rallier la France libre. Embarqué le 6 septembre, il arrive à Freetown le 17. Après avoir revu le général de Gaulle, il décolle du HMS Ark Royal le 23 septembre et se pose à Dakar. Mais l'opération tourne court et les aviateurs français restés fidèles à Vichy le font prisonnier ainsi que Jules Joire et Fred Scamaroni. Rapatrié en France, il est gracié le 28 décembre 1940. Nommé inspecteur général au commissariat général aux sports, il contacte la Résistance intérieure française et réussit à quitter la France en passant par l'Espagne. Il retrouve les forces aériennes françaises libre en Angleterre et est affecté au Groupe de chasse Alsace avec lequel il effectue une cinquantaine de missions puis il prend le commandement du Groupe de bombardement Lorraine. Il termine la guerre avec le grade de lieutenant-colonel.

### Après-guerre
Entré au cabinet du général de Gaulle juste après la guerre il exerce parallèlement des fonctions de conseiller auprès d'Air Algérie. Il s'engage ensuite en politique et se présente aux élections sénatoriales de 1959 sous l'étiquette UNR. Élu sénateur de Seine-et-Oise jusqu'au démantèlement de ce département, il se présente ensuite dans les Yvelines où il est élu aux élections de 1968. Lors de ses mandats sénatoriaux, il exerce les fonctions de président du groupe UDR au sénat de 1965 à 1971 et de vice-président du Sénat en 1971. En 1974, il est appelé à faire partie du gouvernement Chirac en tant que ministre des armées. Il est également membre du conseil de l'Ordre de la Libération à partir de 1979. Jacques Soufflet meurt le 9 janvier 1990 à Neuilly-sur-Seine et est inhumé à La Croix-en-Touraine en Indre-et-Loire.

## Décorations
- Commandeur de la Légion d'honneur
- Compagnon de la Libération par décret du 28 mai 1945[4]
- Croix de guerre 1939-1945
- Médaille de la Résistance française avec rosette par décret du 24 avril 1946[5]
- Médaille des évadés
- Distinguished Flying Cross (Royaume-Uni)
- Air Medal (États-Unis)

## Hommages
Une avenue de La Croix-en-Touraine (Indre-et-Loire) porte son nom.

## Publications
- Un étrange itinéraire : Londres, Vichy, Londres - 1940-1944, Paris, Plon, 1984, 235 p. (ISBN 2-259-01215-9).